# 尚廷範
尚廷範（？—？），和名羽地王子朝美，琉球國第二尚氏王朝攝政。羽地御殿十二世。原姓「向」，位階為按司，後因功升王子。
尚廷範是羽地按司朝英之子。乾隆五十九年（1794年），尚溫王繼位，派向廷範出使薩摩藩稟報即位之事，同年回國。嘉慶十五年（1810年），尚灝王派尚廷範出使薩摩藩，報告冊封典禮完成之事，同時向薩摩藩藩主謝恩，翌年回國。道光二年壬午十月十五日（1822年11月28日）就任攝政。道光十一年辛卯九月初十日（1831年10月15日）致仕。
尚廷範無嗣，死後，由向汝礪（翁長親方朝典）的次子羽地按司朝照繼任羽地御殿當主。
著作有羽地家的家訓《家之傳物語》，現保存於那霸市歷史博物館。